# Farah Hisham Omarová
Farah Hisham Omarová (nepřechýleně Farah Omar; 18. června 1998 – 21. listopadu 2023) byla libanonská novinářka a fotografka, která pracovala pro satelitní televizní zpravodajský kanál Al-Mayadeen. Zabila ji palba z tanku izraelské armády v jižním Libanonu 21. listopadu 2023, když podávala zprávy o válce mezi Izraelem a Hamásem.

## Život
Omarová se narodila 18. června 1998 ve vesnici Machghara v provincii Beqaa. Později se přestěhovala do hlavního města Bejrútu. Absolvovala magisterské studium v oboru žurnalistika a média. Pracovala v mnoha libanonských rozhlasových a televizních stanicích, včetně Radio Lebanon a libanonské sítě NNA.
Omarová začala svou kariéru v roce 2021, kdy pracovala v Al-Mayadeen News Channel jako redaktorka a zpravodajka. Zabývala se libanonskými parlamentními volbami v roce 2022 a tureckými prezidentskými a parlamentními volbami v květnu 2023. Připravovala A Fikra, program vysílaný na kanálu Al-Mayadeen.

## Smrt
Dne 21. listopadu 2023, když Omarová informovala o nejnovějším vývoji na libanonsko-izraelské hranici poblíž Tayr Harfa v jižním Libanonu, zaútočil izraelský tank na Omarovou a kameramana Rabiha Maamariho z televize Al-Mayadeen. Dělostřelecká palba vedla k okamžité smrti Omarové a Maamariho.